# 41e cérémonie des Oscars
La 41e cérémonie de remise des prix des Oscars du cinéma eut lieu le lundi 14 avril 1969 à 19 heures au Dorothy Chandler Pavilion à Los Angeles.

## Cérémonie
Il n’y avait pas de maître de cérémonie, mais chaque prix était décerné par une personnalité différente, dits les Amis d'Oscars. Ce fut la première retransmission télévisée des Oscars au niveau international.

### Technique
- Producteur, metteur en scène et chorégraphe : Gower Champion
- Directeur musical : Henry Mancini
- Dialoguistes : Tom Waldman et Frank Waldman
- Producteur et réalisateur de la retransmission télévisée (sur la ABC) : Richard Dunlap

### Intervenants musicaux
- José Feliciano avec The Windmills of Your Mind du film L'Affaire Thomas Crown
- Aretha Franklin avec Funny Girl du film Funny Girl
- Abbey Lincoln avec For Love of Ivy du film For Love of Ivy
- Sidney Poitier, Ingrid Bergman, Paula Kelly, Burt Lancaster et le UCLA Band avec Chitty Chitty Bang Bang du film Chitty Chitty Bang Bang
- Frank Sinatra avec Star ! du film Star !

## Palmarès
Les vainqueurs sont identifiés en gras.

### Meilleur film
(décerné par Sidney Poitier)
- Oliver ! - John Woolf, producteur (Grande-Bretagne)
  - Funny Girl - Ray Stark, producteur
  - Le Lion en hiver (The Lion in Winter) - Martin Poll, producteur
  - Rachel, Rachel - Paul Newman, producteur
  - Roméo et Juliette (Romeo and Juliet) - Anthony Havelock, Allan Brabourne et John Brabourne, producteurs

### Meilleur réalisateur
(décerné par Gregory Peck)
- Carol Reed pour Oliver !
  - Anthony Harvey pour Le Lion en hiver
  - Stanley Kubrick pour 2001, l'Odyssée de l'espace (2001: A Space Odyssey)
  - Gillo Pontecorvo pour La Bataille d'Alger (La Battaglia di Algeri)
  - Franco Zeffirelli pour Roméo et Juliette

### Meilleur acteur
(décerné par Burt Lancaster)
- Cliff Robertson dans Charly de Ralph Nelson[1]
  - Alan Arkin dans Le cœur est un chasseur solitaire (The Heart is a Lonely Hunter) de Robert Ellis Miller
  - Alan Bates dans L'Homme de Kiev (The Fixer) de John Frankenheimer
  - Ron Moody dans Oliver !
  - Peter O'Toole dans Le Lion en hiver

### Meilleure actrice
(décernée par Ingrid Bergman)
- Katharine Hepburn dans Le Lion en hiver et Barbra Streisand dans Funny Girl[2]
  - Patricia Neal dans Trois Étrangers (The Subject Was Roses) d'Ulu Grosbard
  - Vanessa Redgrave dans Isadora de Karel Reisz
  - Joanne Woodward dans Rachel, Rachel

### Meilleur second rôle masculin
(décerné par Frank Sinatra)
- Jack Albertson dans Trois Étrangers (The Subject Was Roses), de Ulu Grosbard
  - Seymour Cassel dans Faces de John Cassavetes
  - Daniel Massey dans Star ! de Robert Wise
  - Jack Wild dans Oliver !
  - Gene Wilder dans Les Producteurs (The Producers) de Mel Brooks

### Meilleur second rôle féminin
(décerné par Tony Curtis)
- Ruth Gordon dans Rosemary's Baby de Roman Polanski
  - Lynn Carlin dans Faces
  - Sondra Locke dans Le cœur est un chasseur solitaire
  - Kay Medford dans Funny Girl
  - Estelle Parsons dans Rachel, Rachel

### Meilleur scénario original
(décerné par Rosalind Russell)
- Mel Brooks pour Les Producteurs
  - Franco Solinas & Gillo Pontecorvo pour La Bataille d'Alger
  - John Cassavetes pour Faces
  - Ira Wallach & Peter Ustinov pour Hot millions d'Eric Till
  - Stanley Kubrick & Arthur C. Clarke pour 2001, l'Odyssée de l'espace

### Meilleure adaptation
(décerné par Frank Sinatra)
- James Goldman pour Le Lion en Hiver, d'après sa pièce de théâtre éponyme
  - Neil Simon pour Drôle de couple (The Odd Couple) de Gene Saks, d'après sa pièce de théâtre éponyme
  - Vernon Harris pour Oliver !, d'après la comédie musicale éponyme de Lionel Bart et le roman Oliver Twist de Charles Dickens
  - Stewart Stern pour Rachel, Rachel, d'après le roman éponyme de Margaret Laurence
  - Roman Polanski pour Rosemary's Baby, d'après Un Bébé pour Rosemary d'Ira Levin

### Meilleur film étranger
(décerné par Jane Fonda)
- Guerre et Paix (Voïna i Mir) de Serguei Bondartchouk •  Union soviétique
  - Les Garçons de la rue Paul (A pál-utcai fiúk) de Zoltán Fábri •  Hongrie
  - Baisers volés de François Truffaut •  France
  - Au feu, les pompiers ! (Hoří, má panenko) de Miloš Forman •  Tchécoslovaquie
  - La Fille au pistolet (La ragazza con la pistola) de Mario Monicelli •  Italie

### Meilleure photographie
(décerné par Ingrid Bergman)
- Pasqualino De Santis pour Roméo et Juliette
  - Harry Stradling Sr. pour Funny Girl
  - Daniel L. Fapp pour Destination Zebra, station polaire (Ice Station Zebra) de John Sturges
  - Oswald Morris pour Oliver !
  - Ernest Laszlo pour Star !

### Meilleure direction artistique (décors)
(décerné par Natalie Wood)
- John Box, Terence Marsh, Vernon Dixon & Ken Muggleston pour Oliver !
  - Harry Lange et Ernest Archer pour 2001, l'Odyssée de l'espace
  - George W. Davis et Edward C. Carfagno pour Les Souliers de saint Pierre (The Shoes of the Fisherman) de Michael Anderson
  - Boris Leven, Walter M. Scott et Howard Bristol pour Star !
  - Mikhail Bogdanov (en), Guennadi Miasnikov, Georgi Koshelev (en) et V. Uvarov (en) pour Guerre et Paix

### Meilleurs costumes
(décerné par Jane Fonda)
- Roméo et Juliette (Romeo e Giulietta) – Danilo Donati
  - Le Lion en hiver (The Lion in Winter) – Margaret Furse
  - Oliver ! (Oliver!) – Phyllis Dalton
  - La Planète des singes (Planet of the Apes) – Morton Haack (en)
  - Star ! (Star!) – Donald Brooks

### Meilleur son
(décerné par Rosalind Russell)
- Shepperton Studio Sound Department pour Oliver !
  - Warner Bros.-Seven Arts Studio Sound Department pour Bullitt de Peter Yates
  - Warner Bros.-Seven Arts Studio Sound Department pour La Vallée du bonheur (Finian's Rainbow) de Francis Ford Coppola
  - Columbia Studio Sound Department pour Funny Girl
  - 20th Century Fox Studio Sound Department pour Star !

### Meilleure musique originale
(décerné par Rosalind Russell)
- Le Lion en hiver (The Lion in Winter) – John Barry
  - L'Affaire Thomas Crown (The Thomas Crown Affair) – Michel Legrand
  - La Planète des singes (Planet of the Apes) – Jerry Goldsmith
  - Le Renard (The Fox) – Lalo Schifrin
  - Les Souliers de saint Pierre (The Shoes of the Fisherman)– Alex North

### Meilleure chanson originale
(décerné par Frank Sinatra)
- Michel Legrand (musique), Alan & Marilyn Bergman (paroles) pour The Windmills of Your Mind dans L'Affaire Thomas Crown
  - Richard M. Sherman et Robert B. Sherman pour Chitty Chitty Bang Bang dans Chitty Chitty Bang Bang de Ken Hughes
  - Quincy Jones (musique) et Bob Russell (en) (paroles) pour For Love of Ivy dans For Love of Ivy de Daniel Mann
  - Jule Styne (musique) et Bob Merrill (paroles) pour Funny Girl dans Funny Girl
  - Jimmy Van Heusen (musique) et Sammy Cahn (paroles) pour Star ! dans Star !

### Meilleure musique pour un film musical (originale ou adaptée)
(décerné par Marni Nixon et Henry Mancini)
- John Green pour Oliver !
  - Michel Legrand et Jacques Demy pour Les Demoiselles de Rochefort
  - Ray Heindorf pour La Vallée du bonheur
  - Walter Scharf pour Funny Girl
  - Lennie Hayton pour Star !

### Meilleur montage
(décerné par Walter Matthau)
- Frank P. Keller pour Bullitt
  - Robert Swink, Maury Winetrobe et William Sands pour Funny Girl
  - Frank Bracht pour Drôle de couple
  - Ralph Kemplen pour Oliver !
  - Fred R. Feitshans Jr. et Eve Newman pour Les Troupes de la colère (Wild in the Streets) de Barry Shear

### Meilleurs effets spéciaux
(décerné par Diahann Carroll et Burt Lancaster)
- Stanley Kubrick pour 2001, l'Odyssée de l'espace
  - Hal Millar et J. MacMillan Johnson pour Destination Zebra, station polaire

### Meilleur long métrage documentaire
(décerné par Diahann Caroll)
- Young Americans produit par Robert Cohn et Alexander Grasshoff[3]
- Journey Into Self produit par Bill McGaw[4]
  - A Few Notes on Our Food Problem produit par James Blue
  - Legendary Champions produit par William Cayton
  - Other Voices produit par David H. Sawyer

### Meilleur court métrage

#### Prises de vues réelles
(décerné par Tony Curtis et Jane Fonda)
- Robert Kennedy remembered produit par Charles Guggenheim
  - De Düva: The Dove produit par George Coe, Sidney Davis et Anthony Lover
  - Pas de deux produit par l'Office national du film du Canada
  - Prelude produit par John Astin

#### Documentaire
(décerné par Tony Curtis)
- Why Man Creates de Saul Bass
  - The House That Ananda Built de Fali Bilimoria
  - The Revolving Door de Lee R. Bobker
  - A Space to Grow de Thomas P. Kelly Jr.
  - A Way Out of the Wilderness de Dan E. Weisburd

#### Animation
(décerné par Tony Curtis et Jane Fonda)
- Winnie l'ourson dans le vent produit par Walt Disney[5]
  - The Magic Pear Tree produit par Jimmy T. Murakami
  - La Maison de Jean-Jacques (en) produit par Wolf Koenig (en) et Jim Mackay
  - Windy Day produit par John Hubley et Faith Hubley

## Oscars spéciaux

### Oscars d’honneurs
- John Chambers pour les remarquables maquillages de La Planète des singes (décerné par Walter Matthau)
- Onna White pour les chorégraphies de Oliver! (décerné par Diahann Caroll et Mark Lester)

### Jean Hersholt Humanitarian Award
(décerné par Bob Hope)
- Martha Raye

### Oscar du mérite scientifique ou technique
(décernés par Burt Lancaster et Natalie Wood)
- Eastman Kodak Co.
- Philip V. Palmquist (Minnesota Mining and Manufacturing Co.), Herbert Meyer (Motion Picture and Television Research Center) et Charles Staffell (Rank Organisation)

### Oscar de la performance scientifique et d’ingénierie
(décernés par Burt Lancaster et Natalie Wood)
- Eastman Kodak Co. et Producers Service Co. pour la mise au point d’une step-optical à haute vitesse
- Eastman Kodak Co. pour l’introduction de la colorisation industrielle de pellicule
- Optical Coating Laboratories, Inc. pour la mise au point d’un système de projection anti-reflet
- Panavision, Inc. pour la mise au point d’un objectif 65mm portable
- Todd-AO Co. et Mitchell Camera Co. pour la mise au point d’une caméra Todd-AO portable
- Ed Di Giulio, Neils G. Petersen et Norman S. Hughes (Cinema Product Development Company) pour la mise au point et l’application d’un système de prise de vue reflex sur une caméra de cinéma
- Donald W. Norwood pour la mise au point du Norwood Photographic Exposure Meters

### Oscar de la performance technique
(décernés par Burt Lancaster et Natalie Wood)
- Eastman Kodak Co. et Consolidated Film Industries pour une nouvelle pellicule et son application dans la post-production
- Carl W. Hauge et Edward H. Reichard (Consolidated Film Industries) et E. Michael Meahl et Roy J. Ridenour (Ramtronics) pour la mise au point d’une exposition automatique à durée contrôlée

## Récompenses et nominations multiples

### Récompenses
5 / 11 : Oliver !
3 / 7 : Le Lion en hiver
2 / 4 : Roméo et Juliette
1 / 8 : Funny Girl
1 / 4 : 2001, l'Odyssée de l'espace
1 / 2 : Trois Étrangers (The Subject Was Roses)
1 / 2 : Rosemary's Baby
1 / 2 : Les Producteurs
1 / 2 : Bullitt
1 / 2 : Guerre et Paix
1 / 2 : L'Affaire Thomas Crown
1 / 1 : Charly

### Nominations multiples
11 : Oliver !
 8 : Funny Girl
 7 : Le Lion en hiver
 6 : Star !
 4 : "Rachel, Rachel", Roméo et Juliette, 2001, l'Odyssée de l'espace
 3 : Faces
 2 : La Bataille d'Alger, Le cœur est un chasseur solitaire, Trois Étrangers (The Subject Was Roses), Les Producteurs, Drôle de couple, Guerre et Paix, Destination Zebra, station polaire, Les Souliers de saint Pierre, La Planète des singes, Bullitt, La Vallée du bonheur, L'Affaire Thomas Crown, Rosemary's Baby